# Comuna Sungurlare, Burgas
Sungurlare este o comună în regiunea Burgas din Bulgaria.

## Demografie
Componența etnică a obștinei Sungurlare
     Romi (7,39%)
     Turci (28,29%)
     Bulgari (49,31%)
     Nicio identificare (14,39%)
     Altele (0,6%)
La recensământul din 2011, populația comunei Sungurlare era de 12.559 locuitori. Nu există o etnie majoritară, locuitorii fiind romi (7,39%), turci (28,29%) și bulgari (49,31%).. Pentru 14,39% din locuitori nu este cunoscută apartenența etnică.